# Lepidagathis aristata
Lepidagathis aristata är en akantusväxtart som först beskrevs av Vahl, och fick sitt nu gällande namn av Christian Gottfried Daniel Nees von Esenbeck. Lepidagathis aristata ingår i släktet Lepidagathis och familjen akantusväxter. Inga underarter finns listade i Catalogue of Life.